# Arrigo Sacchi
Arrigo Sacchi (Fusignano, 1 de abril de 1946) é um ex-treinador de futebol italiano, vice-campeão mundial à frente da Itália na Copa do Mundo de 1994.
Em setembro de 2007, o The Times o nomeou melhor treinador italiano de todos os tempos e 11º a nível mundial. Já em 2019, figurou na 3ª posição da lista "Os 50 maiores treinadores de futebol de todos os tempos", da revista francesa France Football.

## Carreira

### Milan
Em 1987, Silvio Berlusconi completava um ano como presidente do Milan. Ambicioso e visando utilizar o clube como trampolim político, Berlusconi surpreendeu ao demitir o sueco Nils Liedholm a algumas rodadas do fim do campeonato e escolher um treinador praticamente desconhecido do grande público para comandar a dupla Ruud Gullit e Marco van Basten: o jovem Arrigo Sacchi. Aquele mesmo que havia sido notado na mesma Milão na temporada anterior, quando, pela Copa da Itália, seu Parma havia exigido do Milan de Liedholm uma disputa por pênaltis.
Àquela época, a maioria dos times da Serie A jogavam de um modo bastante tradicional, com dois centrais fixos, geralmente um líbero e  dois meias externos. A posse de bola também era mais individual do que propriamente da equipe, já que os jogadores eram mais facilmente marcáveis. O Parma jogava num 4-4-2 bem ofensivo e cheio de movimentação, com ou sem a bola. Uma "revolução copérnica", como chamaram os jornais da época, na estreia italiana do meio-campo a rombo, ou basicamente o meio em losango da forma como conhecemos no Brasil. No Milan, não recuou e peitou os críticos para colocar em prática seu esquema. Fez bem. Com os rossoneri, conseguiu seus melhores resultados e todos os títulos da carreira, contando inclusive com um sacrifício até então inesperado dos seus principais homens, sendo Carlo Ancelotti um dos grandes exemplos do trabalho.
Em campo, Sacchi criou uma equipe baseada no futebol total da Holanda de Johan Cruijff, com sua forte pressão e os contra-ataques letais. Com a bola nos pés, um time que impunha o próprio jogo e obrigue o adversário a seguir o ritmo imposto. Em suma, um time ofensivo até ao defender. Mas não dá para negar a sorte do técnico Emiliano em ter encontrados jogadores tão dispostos a se entregar a seu jogo. Tanto que vários deles viraram treinadores ao fim da carreira: Ancelotti, Roberto Donadoni, Gullit, Frank Rijkaard e van Basten. Para a revista inglesa World Soccer, o Milan da segunda temporada de Sacchi, em 1988–89, foi o clube mais forte de todos os tempos, e o quarto melhor time da história, atrás apenas de três Seleções (Hungria de 1953, Brasil de 1970 e Holanda de 1974).
Não era para menos. Quem esperava alguma ressaca depois que Sacchi estreou vencendo o Scudetto pelo Milan, pode ter desistido. O que se viu em abril e maio de 1989 foi um time que atordoava seus adversários para recuperar o tempo perdido na Serie A (terminou aquele ano em terceiro, atrás de Inter e Napoli) e reconquistar a Europa. As semifinais daquela Liga dos Campeões da UEFA foram testemunhas de um incrível 5 a 0 imposto pelo time de Sacchi ao Real Madrid de Hugo Sánchez e Emilio Butragueño. O melhor viria na final disputada em Barcelona, cidade grata aos rossoneri por terem eliminado os grandes rivais catalães da disputa. A simpática torcida blaugrana foi testemunha de um jogo de um só time, sedento, que fechou as contas logo aos dois minutos do segundo tempo: 4 a 0 sobre o Steaua București de Gheorghe Hagi, Dan Petrescu e Marius Lăcătuş — provavelmente o melhor time romeno da história.
No ano seguinte, o brilho foi menor para um resultado parecido; outro título continental, agora sobre o Benfica dos zagueiros brasileiros Aldair e Ricardo Gomes, na final disputada na Áustria. Além destes, se adicionaram às glórias de Sacchi como treinador rossonero as duas Supercopas Europeias e as duas Copas Intercontinentais, estas últimas vencidas com times mistos sobre o Atlético Nacional, da Colômbia, e o Olimpia, do Paraguai. De trabalho forte e difícil personalidade, em 1990–91 deixou o Milan após alguns problemas com jogadores, em especial com o centroavante Marco van Basten. Outro motivo para a saída foi a eliminação para o Olympique de Marseille na famosa "noite de Marselha", partida em que o Milan se recusou a voltar a campo depois de uma queda de luz no estádio adversário e foi declarado derrotado por 3 a 0.

### Seleção Italiana
Em novembro de 1991, assumiu a Seleção Italiana. E começou mal, tendo seu salário de 12 bilhões de liras anuais sendo investigado pelo Parlamento e ainda uma derrota para a Irlanda na estreia. No jogo seguinte, a vitória sobre a Noruega faria tremer seu relacionamento com Roberto Baggio, a quem substituiu aos 20 minutos para colocar o goleiro Luca Marchegiani em campo após a expulsão de Gianluca Pagliuca. O codino deixou o campo revoltado, perguntando em voz alta se Sacchi estava louco. Mas seria o mesmo Baggio o principal nome da campanha italiana na Copa do Mundo de 1994, apesar do pênalti desperdiçado na final. A experiência Azzurra do treinador se encerraria na fase de grupos da Euro de 1996, ao ver sua Seleção cair de novo por conta de um pênalti, desta vez perdido por Gianfranco Zola, contra a Alemanha.

### Últimos anos
Sacchi ainda voltou, sem sucesso para o Milan. Também teve uma passagem bastante esquecível pelo Atlético de Madrid, que durou sete meses até o pedido de demissão. Menor ainda foi o retorno ao Parma: apenas três partidas em 2001, e um afastamento por ordem médica que o tornou diretor técnico dos gialloblù por três anos, só saindo para cumprir o papel no Real Madrid, por 18 meses.

## Estilo de jogo
Por seu trabalho em Milão, Sacchi foi homem fundamental para que o futebol italiano inovasse e se recriasse na virada da década de 1990. Ações e expressões quase inéditas há duas décadas se transformaram em algo comum nos dias atuais, como a utilização de defesas altas, pressão incansável, preocupação redobrada nos treinamentos sem bola e a tal da mentalidade vencedora.

## Títulos
Cesena
- Campeonato Primavera: 1982–83

Parma
- Serie C1: 1985–86

Milan
- Serie A: 1987–88
- Supercopa da Itália: 1988
- Liga dos Campeões da Europa: 1988–89 e 1989–90
- Supercopa Europeia: 1989 e 1990
- Copa Intercontinental: 1989 e 1990

### Prêmios individuais
- Seminatore d'oro: 1988 e 1989
- Maior Treinador de Todos os Tempos – um dos cinco treinadores[9] classificados entre os dez maiores pela France Football, World Soccer e ESPN[10]
  - 3º da France Football: 2019[11][12][13]
  - 6º da World Soccer: 2013[14][15]
  - 6º da ESPN: 2013[16]
  - 6º da FourFourTwo: 2020[17]
- Hall da Fama do Futebol Italiano em 2011 na categoria "treinador italiano"